# Френсіс Амузу
Френсіс Апелет Амузу (нід. Francis Apelete Amuzu, нар. 23 серпня 1999, Аккра, Гана) — бельгійський футболіст ганського походження, нападник бразильського клубу «Греміо».

## Ігрова кар'єра

### Клубна
Френсіс Амузу народився у Гані, у місті Аккра. Футболом почав займатися після того, як разом з родиною перебрався до Європи. З 2015 року футболіст грав за молодіжний склад бельгійського «Андерлехта». У грудні 2017 року Амузу дебютував у першій команді в чемпіонаті Бельгії. У першому ж матчі в основі нападник відмітився забитим голом.
У лютому 2025 року підписав контракт на два роки з бразильським клубом «Греміо» (Порту-Алегрі).

### Збірна
У 2019 році у складі молодіжної збірної Бельгії Френсіс Амузу брав участь у молодіжній першості Європи, що проходив на полях Італії та Сан-Марино.